# 鼠狐猴屬
鼠狐猴屬為靈長目鼠狐猴科的一屬，和其他狐猴一樣，所有的鼠狐猴均為馬達加斯加的特有種。

## 描述

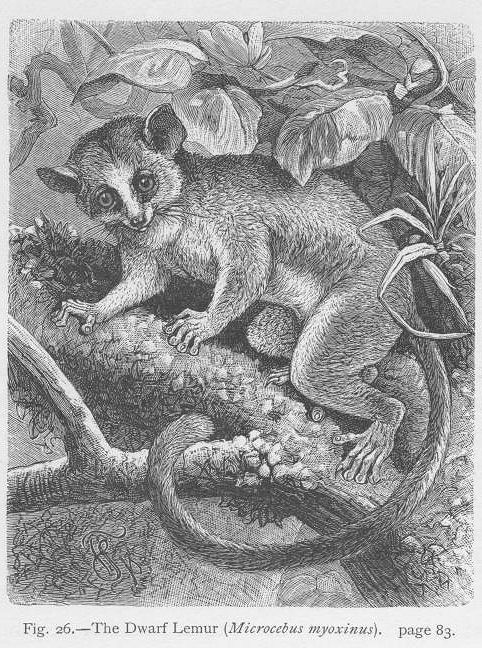
由卡爾·福格特與弗里德里希·斯佩克特所著作的《動物自然史（The Natural History of Animals (1888)）》中的鼠狐猴石版印刷圖

鼠狐猴屬的體長約為19至27（7.5至10.6英寸），尾長約為16至17（6.3至6.7英寸），總體來說，體型略大於倭狐猴，略小於馴狐猴。牠們的頭部比起其他狐猴更趨近於球型，但口鼻部比馴狐猴長。後肢較前肢稍長，肢間指數平均約為71；但不具有鼬狐猴或大狐猴那樣的延長的四肢。鼠狐猴在抓握物件或樹枝時，會將物體握於第二指與第三指之間，這項特徵與南美洲的猴類似；相較之下，其他靈長類大多會將物體握於拇指和食指之間。鼠狐猴的指甲尖銳，略向上翹。
鼠狐猴棲息於馬達加斯加東部海岸林下層林叢中，為夜行性及四足步行；會在為期四至五個月的冬季時會進入蟄伏狀態，並以儲存於尾部的脂肪維生。和其他夜行性的原猿類物種一樣，鼠狐猴多半為獨居或成對。白天則會蜷縮於樹洞內的巢穴睡覺，會透過糞便來標記領域。牠們的主食包括水果、花朵，甚至會協助部分植物物種傳播花粉。

## 分類學
截至2018年，目前已知的鼠狐猴屬物種共有9種。
本属包括以下物种：
- 蒙塔尼琥珀鼠狐猴 Cheirogaleus andysabini Lei, McLain, Frasier, Taylor, Bailey, Engberg, Ginter, Nash, Randriamampionona, Groves, Mittermeier & Louis, 2015[5]
- 毛耳侏儒狐猴 Cheirogaleus crossleyi A.Grandidier, 1870
- 格羅夫斯鼠狐猴 Cheirogaleus grovesi  McLain, Lei, Frasier, Taylor, Bailey, Robertson, Nash, Randriamanana, Mittermeier & Louis, 2017[6]
- 拉瓦索阿鼠狐猴 Cheirogaleus lavasoensis Thiele, Razafimahatratra & Hapke, 2013
- 大鼠狐猴 Cheirogaleus major É.Geoffroy Saint-Hilaire, 1812
- 肥尾鼠狐猴 Cheirogaleus medius É.Geoffroy Saint-Hilaire, 1812
- 小灰鼠狐猴 Cheirogaleus minusculus Groves, 2000
- 安卡哈那鼠狐猴 Cheirogaleus shethi Frasier, Lei, McLain, Taylor, Bailey, Ginter, Nash, Randriamampionona, Groves, Mittermeier & Louis, 2016[7]
- 西比鼠狐猴 Cheirogaleus sibreei (Forsyth Major, 1896)
- Cheirogaleus thomasi (Forsyth Major, 1894)